# Перемышльский район
Перемы́шльский район — административно-территориальная единица (район) и муниципальное образование (муниципальный район) в Калужской области России.
Административный центр — село Перемышль.

## География
Площадь — 1156 км². Расположен на юго-востоке области. Граничит на западе c Бабынинским  и Козельским, на северо-востоке и востоке — с Ферзиковским районами Калужской области, на севере — с пригородной зоной Калуги (городским округом г. Калуга), на юго-востоке — с Тульской областью.
Основные реки — Ока, Жиздра.

## История
Район был образован 12 июля 1929 года как Калужский в составе Калужского округа Центрально-Промышленной области (с 3 июня 1929 года — Московская область) с центром в городе Калуга на большей части территории упраздненного Калужского уезда Калужской губернии. В состав района вошли следующие сельсоветы:
- из Бебелевской волости: Анненский, Бебелевский, Воскресенский, Городенский, Калуженский, Митюковский, Новоселивановский, Сухиничский, Федосовский
- из Воротынской волости: Воротынский, Головнинский, Заборовский, Кожуховский, Обуховский, Орешковский, Росьянский, Спасский, Столповский
- из Лассальской волости: Косьмовский, Фетининский
- из Некрасовской волости: Ахлебинский, Верхне-Вырский, Георгиевский, Грабцевский, Григоровский, Доможировский, Карачевский, Колхозно-Организаторский, Колюпановский, Мстихинский, Мужачский, Никольский, Павло-Воротынский, Плетневский, Подкорский, Покровский, Пучковский, Ромодановский, Сушкинский, Турынинский, Хотисинский, Черносвитинский, Шопинский, Ястребовский
- из Пятовской волости: Васильевский, Горбенский, Дворцовский, Камельгинский, Караваевский, Козловский, Лобановский, Льва-Толстовский, Фроловский, Юрьевский.

20 мая 1930 года из Детчинского района в Калужский район был передан Усадский с/с.
С 30 июля 1930 года после ликвидации округов район перешёл в прямое подчинение Московской области.
20 марта 1931 года из упразднённого Ферзиковского района в Калужский были переданы Куровский, Макаровский, Перерушевский и Русиновский с/с. 11 мая был упразднён Мужачский с/с.
10 апреля 1932 года Русиновский с/с был передан в Алексинский район.
21 февраля 1935 года из Калужского района в новообразованный Дугнинский район были переданы Анненский, Ахлебинский, Бебелевский, Косьмовский, Куровский, Макаровский, Митюковский, Новоселивановский, Перерушевский, Подкорский, Покровский, Федосовский, Фетининский и Хотисинский с/с.
31 марта 1936 года из Дугнинского района в Калужский был возвращён Анненский с/с. 28 августа возвращён Ахлебинский с/с, 31 июля 1937 года — Бебелевский, Митюковский, Покровский и Федосовский с/с.
С 26 сентября 1937 года Калужский район вошёл в состав вновь образованной Тульской области.
8 сентября 1938 года город Калуга становится городом областного подчинения, выделен в самостоятельную административно-хозяйственную единицу, оставаясь центром района.
С 5 июля 1944 года Калужский район в составе вновь образованной Калужской области.
1 февраля 1963 года в состав района вошли части территорий упраздненных Бабынинского, Дзержинского и Перемышльского районов.
12 января 1965 года Бабынинский и Дзержинский районы были восстановлены.
16 января 1969 года центр района перенесен в Перемышль, а район получил своё современное название.

## Население
| 1931    | 1939    | 1959    | 1970    | 1979    | 1989    | 2002    | 2009    | 2010    |
| ------- | ------- | ------- | ------- | ------- | ------- | ------- | ------- | ------- |
| 49 187  | ↘37 858 | ↘24 421 | ↘23 490 | ↘18 343 | ↘16 105 | ↘13 952 | ↘11 898 | ↗14 137 |
| 2011    | 2012    | 2013    | 2014    | 2015    | 2016    | 2017    | 2018    | 2019    |
| ↘14 043 | ↘13 694 | ↘13 531 | ↘13 375 | ↗13 540 | ↗13 687 | ↗13 861 | ↘13 670 | ↘13 277 |
| 2020    | 2021    |         |         |         |         |         |         |         |
| ↘13 206 | ↗14 422 |         |         |         |         |         |         |         |

### Национальный состав
По итогам переписи населения 2020 года проживали следующие национальности (национальности менее 0,1 % и другое, см. в сноске к строке «Другие»):
| Национальность | Численность, чел. | Доля     |
| -------------- | ----------------- | -------- |
| Русские        | 13 093            | 90,78 %  |
| Армяне         | 232               | 1,61 %   |
| Таджики        | 140               | 0,97 %   |
| Украинцы       | 91                | 0,63 %   |
| Азербайджанцы  | 77                | 0,53 %   |
| Узбеки         | 71                | 0,49 %   |
| Даргинцы       | 50                | 0,35 %   |
| Молдаване      | 45                | 0,31 %   |
| Цыгане         | 44                | 0,31 %   |
| Грузины        | 36                | 0,25 %   |
| Татары         | 25                | 0,17 %   |
| Лезгины        | 24                | 0,17 %   |
| Ногайцы        | 22                | 0,15 %   |
| Корейцы        | 18                | 0,12 %   |
| Киргизы        | 17                | 0,12 %   |
| Белорусы       | 17                | 0,12 %   |
| Другие         | 420               | 2,92 %   |
| Итого          | 14 422            | 100,00 % |

## Административное деление
Перемышльский район как административно-территориальная единица включает 16 административно-территориальных единиц: 8 сёл и 8 деревень, как муниципальное образование со статусом муниципального района — 16 муниципальных образований со статусом сельских поселений.
| №  | Сельское поселение                                  | Административный центр                              | Количество населённых пунктов | Население (чел.) | Площадь (км²) |
| -- | --------------------------------------------------- | --------------------------------------------------- | ----------------------------- | ---------------- | ------------- |
| 1  | Деревня Большие Козлы                               | деревня Большие Козлы                               | 12                            | ↗1123            | 190,31        |
| 2  | Деревня Горки                                       | деревня Горки                                       | 8                             | ↗1074            | 57,52         |
| 3  | Деревня Григоровское                                | деревня Григоровское                                | 19                            | ↗417             | 93,00         |
| 4  | Деревня Песочня                                     | деревня Песочня                                     | 11                            | ↗243             | 74,08         |
| 5  | Деревня Погореловка                                 | деревня Погореловка                                 | 5                             | ↗288             | 33,81         |
| 6  | Деревня Покровское                                  | деревня Покровское                                  | 11                            | ↗678             | 65,35         |
| 7  | Деревня Сильково                                    | деревня Сильково                                    | 10                            | ↘677             | 63,72         |
| 8  | Деревня Хотисино                                    | деревня Хотисино                                    | 12                            | ↘381             | 67,62         |
| 9  | Село Ахлебинино                                     | село Ахлебинино                                     | 7                             | ↘828             | 57,16         |
| 10 | Село Борищево                                       | село Борищево                                       | 4                             | ↗264             | 51,36         |
| 11 | Село Гремячево                                      | село Гремячево                                      | 4                             | →318             | 37,61         |
| 12 | Село Ильинское                                      | село Ильинское                                      | 8                             | ↗384             | 64,97         |
| 13 | Село Калужская опытная сельскохозяйственная станция | село Калужская опытная сельскохозяйственная станция | 10                            | ↗1574            | 61,28         |
| 14 | Село Корекозево                                     | село Корекозево                                     | 8                             | ↗1213            | 77,75         |
| 15 | Село Макарово                                       | село Макарово                                       | 14                            | ↗504             | 91,45         |
| 16 | Село Перемышль                                      | село Перемышль                                      | 4                             | ↗4456            | 40,48         |

Законом Калужской области от 29 мая 2009 года, было упразднено сельское поселение «Деревня Хохловка», включённое в сельское поселение «Село Перемышль».

## Населённые пункты
В Перемышльском районе 147 населённых пунктов.
| №   | Населённый пункт                               | Тип     | Население | Сельское поселение                                  |
| --- | ---------------------------------------------- | ------- | --------- | --------------------------------------------------- |
| 1   | Акиньшино                                      | деревня | ↘13       | Деревня Григоровское                                |
| 2   | Алексеевка                                     | деревня | ↘0        | Деревня Песочня                                     |
| 3   | Алексеевское                                   | деревня | ↘1        | Деревня Григоровское                                |
| 4   | Антиповка                                      | деревня | →3        | Деревня Хотисино                                    |
| 5   | Афанасьево                                     | деревня | ↘6        | Деревня Покровское                                  |
| 6   | Ахлебинино                                     | село    | ↘957      | Село Ахлебинино                                     |
| 7   | Басово                                         | деревня | ↗10       | Село Макарово                                       |
| 8   | Белая                                          | деревня | ↗9        | Деревня Григоровское                                |
| 9   | Бобриха                                        | деревня | ↘0        | Деревня Хотисино                                    |
| 10  | Боково                                         | деревня | ↘3        | Деревня Хотисино                                    |
| 11  | Большие Козлы                                  | деревня | ↗782      | Деревня Большие Козлы                               |
| 12  | Большие Сушки                                  | деревня | ↘6        | Деревня Большие Козлы                               |
| 13  | Борисовка                                      | деревня | ↘12       | Деревня Песочня                                     |
| 14  | Борищево                                       | село    | ↘240      | Село Борищево                                       |
| 15  | Брагино                                        | деревня | ↗29       | Село Макарово                                       |
| 16  | Будаково                                       | деревня | ↗25       | Деревня Большие Козлы                               |
| 17  | Букреево                                       | деревня | ↘1        | Село Гремячево                                      |
| 18  | Бушовка                                        | деревня | ↗12       | Село Корекозево                                     |
| 19  | Василенки                                      | деревня | ↗69       | Деревня Григоровское                                |
| 20  | Верхнее Алопово                                | деревня | ↗30       | Деревня Покровское                                  |
| 21  | Верхнее Косьмово                               | деревня | ↘11       | Село Ахлебинино                                     |
| 22  | Верхние Вялицы                                 | деревня | ↘30       | Село Ильинское                                      |
| 23  | Верхние Подгоричи                              | деревня | ↗107      | Деревня Сильково                                    |
| 24  | Вечна                                          | деревня | ↘30       | Деревня Григоровское                                |
| 25  | Вольня                                         | деревня | ↘5        | Село Корекозево                                     |
| 26  | Воробьевка                                     | деревня | ↘11       | Деревня Горки                                       |
| 27  | Вороново                                       | деревня | ↘21       | Село Корекозево                                     |
| 28  | Воротынск                                      | село    | ↗168      | Село Калужская опытная сельскохозяйственная станция |
| 29  | Головнино                                      | деревня | ↘68       | Деревня Сильково                                    |
| 30  | Голодское                                      | деревня | ↘36       | Село Корекозево                                     |
| 31  | Голчань                                        | деревня | ↘19       | Село Корекозево                                     |
| 32  | Гордиково                                      | деревня | ↗26       | Село Ильинское                                      |
| 33  | Горки                                          | деревня | ↗947      | Деревня Горки                                       |
| 34  | Гремячево                                      | село    | ↘255      | Село Гремячево                                      |
| 35  | Григорово                                      | деревня | ↘3        | Деревня Покровское                                  |
| 36  | Григоровское                                   | деревня | ↘190      | Деревня Григоровское                                |
| 37  | Гриднево                                       | деревня | ↘2        | Деревня Песочня                                     |
| 38  | Грицкое                                        | деревня | ↗18       | Деревня Сильково                                    |
| 39  | Гулево                                         | деревня | ↗36       | Село Макарово                                       |
| 40  | Дементеевка                                    | деревня | →10       | Деревня Горки                                       |
| 41  | Дудоровка                                      | деревня |           | Деревня Сильково                                    |
| 42  | Елизаветинка                                   | деревня | ↘1        | Деревня Большие Козлы                               |
| 43  | Еловка                                         | деревня | ↗67       | Деревня Большие Козлы                               |
| 44  | Ермашовка                                      | деревня | ↘11       | Село Ильинское                                      |
| 45  | Ершовка                                        | деревня | ↘5        | Деревня Горки                                       |
| 46  | Жашково                                        | деревня | ↗63       | Село Перемышль                                      |
| 47  | Ждановка                                       | деревня | ↗10       | Деревня Погореловка                                 |
| 48  | Желовское лесничество                          | деревня | ↘4        | Деревня Григоровское                                |
| 49  | Желовь                                         | деревня | ↗8        | Деревня Большие Козлы                               |
| 50  | Желохово                                       | деревня | ↗76       | Деревня Сильково                                    |
| 51  | Забелино                                       | деревня | ↘19       | Село Макарово                                       |
| 52  | Заболотье                                      | деревня | ↗54       | Село Калужская опытная сельскохозяйственная станция |
| 53  | Заборовка                                      | деревня | ↗75       | Село Калужская опытная сельскохозяйственная станция |
| 54  | Зеленино                                       | деревня | ↘21       | Деревня Григоровское                                |
| 55  | Зенилово                                       | деревня | ↘5        | Село Макарово                                       |
| 56  | Зимницы                                        | деревня | ↘80       | Село Гремячево                                      |
| 57  | Зябки                                          | деревня | →6        | Деревня Песочня                                     |
| 58  | Игнатовское                                    | деревня | ↘20       | Деревня Григоровское                                |
| 59  | Ильинка                                        | село    | ↗2        | Деревня Большие Козлы                               |
| 60  | Ильинское                                      | село    | ↗237      | Село Ильинское                                      |
| 61  | Истомино                                       | деревня | ↘3        | Село Макарово                                       |
| 62  | Калужская опытная сельскохозяйственная станция | село    | ↘1273     | Село Калужская опытная сельскохозяйственная станция |
| 63  | Калужской Геолого- разведочной Партии          | село    | ↘30       | Село Калужская опытная сельскохозяйственная станция |
| 64  | Карауловка                                     | деревня | ↗6        | Село Макарово                                       |
| 65  | Киреево                                        | деревня | ↘10       | Село Корекозево                                     |
| 66  | Кириловское                                    | деревня | ↘8        | Деревня Григоровское                                |
| 67  | Кожемякино                                     | деревня | ↗12       | Деревня Покровское                                  |
| 68  | Колышово                                       | деревня | ↗5        | Деревня Погореловка                                 |
| 69  | Комсино                                        | деревня | ↘5        | Деревня Покровское                                  |
| 70  | Константиновка                                 | деревня | ↘10       | Деревня Григоровское                                |
| 71  | Корекозево                                     | село    | ↘1041     | Село Корекозево                                     |
| 72  | Корчевские Дворики                             | деревня | ↗7        | Деревня Покровское                                  |
| 73  | Красниково                                     | деревня | ↘4        | Деревня Григоровское                                |
| 74  | Кременево                                      | деревня | ↘7        | Деревня Песочня                                     |
| 75  | Крутицы                                        | деревня | ↗9        | Деревня Большие Козлы                               |
| 76  | Крутые Верхи                                   | деревня | ↗4        | Деревня Большие Козлы                               |
| 77  | Кудиново                                       | деревня | →0        | Село Ильинское                                      |
| 78  | Кузьменки                                      | деревня | ↘2        | Деревня Григоровское                                |
| 79  | Кульнево                                       | деревня | ↘2        | Деревня Горки                                       |
| 80  | Курово                                         | деревня | ↘10       | Деревня Песочня                                     |
| 81  | Ладыгино                                       | деревня | ↘41       | Деревня Горки                                       |
| 82  | Ломохино                                       | деревня | ↗3        | Деревня Хотисино                                    |
| 83  | Лучкино                                        | деревня | ↘10       | Село Калужская опытная сельскохозяйственная станция |
| 84  | Макарово                                       | село    | ↘357      | Село Макарово                                       |
| 85  | Малая Слободка                                 | деревня | ↘12       | Село Калужская опытная сельскохозяйственная станция |
| 86  | Малые Козлы                                    | деревня | ↗32       | Деревня Большие Козлы                               |
| 87  | Малютино                                       | деревня | ↘6        | Деревня Григоровское                                |
| 88  | Мехово                                         | деревня | ↘57       | Село Корекозево                                     |
| 89  | Митинка                                        | деревня | ↘2        | Деревня Григоровское                                |
| 90  | Михайловское                                   | деревня | ↘19       | Деревня Покровское                                  |
| 91  | Морозовы Дворы                                 | деревня | →2        | Деревня Большие Козлы                               |
| 92  | Морхань                                        | деревня | ↘2        | Деревня Хотисино                                    |
| 93  | Мужачи                                         | деревня | ↗25       | Деревня Большие Козлы                               |
| 94  | Муратовка                                      | деревня | ↗2        | Село Макарово                                       |
| 95  | Нелюбовское                                    | село    | ↘8        | Деревня Григоровское                                |
| 96  | Нижнее Алопово                                 | деревня | ↘76       | Деревня Покровское                                  |
| 97  | Нижнее Косьмово                                | деревня | →4        | Село Ахлебинино                                     |
| 98  | Нижние Вялицы                                  | деревня | ↗4        | Село Ильинское                                      |
| 99  | Нижние Подгоричи                               | деревня | ↘20       | Деревня Сильково                                    |
| 100 | Никитинка                                      | деревня | →0        | Деревня Григоровское                                |
| 101 | Никитье                                        | деревня | →2        | Деревня Песочня                                     |
| 102 | Николаевка                                     | деревня | ↘23       | Село Ахлебинино                                     |
| 103 | Никольское                                     | село    | ↘86       | Село Ахлебинино                                     |
| 104 | Никольское                                     | деревня | ↘0        | Село Макарово                                       |
| 105 | Новоселки                                      | деревня | →15       | Деревня Сильково                                    |
| 106 | Новоселки                                      | деревня | ↗2        | Село Макарово                                       |
| 107 | Оберегаевка                                    | деревня | ↘0        | Село Макарово                                       |
| 108 | Орля                                           | деревня | ↘2        | Село Борищево                                       |
| 109 | Перемышль                                      | село    | ↗3603     | Село Перемышль                                      |
| 110 | Пески                                          | деревня | ↘1        | Деревня Песочня                                     |
| 111 | Песочня                                        | деревня | ↗172      | Деревня Песочня                                     |
| 112 | Петровское                                     | деревня | ↘17       | Деревня Погореловка                                 |
| 113 | Петропавлово                                   | деревня | →2        | Деревня Хотисино                                    |
| 114 | Погореловка                                    | деревня | ↗177      | Деревня Погореловка                                 |
| 115 | Подкорье                                       | деревня | ↘4        | Деревня Хотисино                                    |
| 116 | Покровское                                     | деревня | ↘304      | Деревня Покровское                                  |
| 117 | Поляна                                         | деревня | ↘390      | Село Перемышль                                      |
| 118 | Прудищи                                        | деревня | →11       | Деревня Горки                                       |
| 119 | Пушкино                                        | деревня | ↘13       | Село Ахлебинино                                     |
| 120 | Раздол                                         | деревня | ↘10       | Село Гремячево                                      |
| 121 | Родники                                        | деревня |           | Село Борищево                                       |
| 122 | Рождественно                                   | село    | ↘7        | Деревня Хотисино                                    |
| 123 | Рыченки                                        | село    | ↘39       | Деревня Горки                                       |
| 124 | Рядовка                                        | деревня | ↗127      | Деревня Покровское                                  |
| 125 | Рядово                                         | деревня | →1        | Село Калужская опытная сельскохозяйственная станция |
| 126 | Садки                                          | деревня | ↘26       | Село Борищево                                       |
| 127 | Салтановское                                   | деревня | ↘13       | Деревня Григоровское                                |
| 128 | Самойлово                                      | деревня | →2        | Деревня Песочня                                     |
| 129 | Семеновка                                      | село    | ↘4        | Деревня Песочня                                     |
| 130 | Сильково                                       | деревня | ↗429      | Деревня Сильково                                    |
| 131 | Синятино                                       | деревня | ↗30       | Деревня Погореловка                                 |
| 132 | Слевидово                                      | деревня | ↗3        | Село Калужская опытная сельскохозяйственная станция |
| 133 | Средняя Фабрика                                | деревня | ↘7        | Село Ахлебинино                                     |
| 134 | Столпово                                       | село    | ↘8        | Село Калужская опытная сельскохозяйственная станция |
| 135 | Татьево                                        | деревня | ↘8        | Деревня Сильково                                    |
| 136 | Темерево                                       | деревня | ↗10       | Село Макарово                                       |
| 137 | Торопово                                       | деревня | ↗83       | Деревня Сильково                                    |
| 138 | Усадье                                         | деревня | →0        | Деревня Хотисино                                    |
| 139 | Фитинино                                       | деревня | ↘12       | Деревня Хотисино                                    |
| 140 | Холмы                                          | деревня | ↘6        | Деревня Хотисино                                    |
| 141 | Хотисино                                       | деревня | ↗352      | Деревня Хотисино                                    |
| 142 | Хохловка                                       | деревня | ↗318      | Село Перемышль                                      |
| 143 | Чесноки                                        | деревня | ↗5        | Деревня Григоровское                                |
| 144 | Шильниково                                     | деревня | ↘4        | Село Макарово                                       |
| 145 | Щепихино                                       | деревня | ↗7        | Деревня Покровское                                  |
| 146 | Юпинка                                         | деревня | ↘4        | Село Ильинское                                      |
| 147 | Ястребово                                      | деревня | ↗27       | Село Ильинское                                      |

Упразднённые населённые пункты:
- 2001 год — деревни Гриднево и Доброхотка[31].

## Экономика
40 % площади района приходится на сельскохозяйственные угодья. Сельское хозяйство специализируется на молочно-мясном животноводстве, выращивании зерновых культур, картофеля и овощей. Особым плодородием отличаются пойменные земли вдоль Оки и Жиздры.
Промышленность представлена переработкой сельскохозяйственной продукции (молзавод).

## Транспорт
По территории района проходят три автомагистрали: Калуга — Тула, Калуга — Орел и Калуга — Козельск.

## Достопримечательности
Село Борищево в Перемышльском районе — родина рода Челюскиных. В Борищево родился полярный исследователь Семён Иванович Челюскин. В 2 км находится село Орля со старинной церковью 1750 года.
На территории района находится также важный памятник археологии — село Воротынск, которое упоминается в Ипатьевской летописи в связи с событиями 1155 года.
Часть национального парка «Угра» расположена в пределах Перемышльского района Калужской области.
Церковь в Григоровском 1673 года постройки на средства боярина Богдана Хитрово. Храм назван в честь Казанской иконы Божией матери, имеет придел Димитрия Солунского и колокольню. Закрыли храм 1932 году. Возвращен верующим в 1996 году… Восстанавливается медленно, на средства местных жителей.
Западный флигель с колоннадой усадьбы Коншиных в селе Ахлебинино.

## Известные уроженцы
Васичев Иван Иванович (1922—1957) — полный кавалер Ордена Славы, командир отделения взвода пешей разведки 172-го гвардейского стрелкового полка. Родился в д. Усадье.